# 乌特沙伊德
乌特沙伊德是德国莱茵兰-普法尔茨州的一个市镇。总面积5.75平方公里，总人口466人，其中男性236人，女性230人（2011年12月31日），人口密度81人/平方公里。